# Горнверк

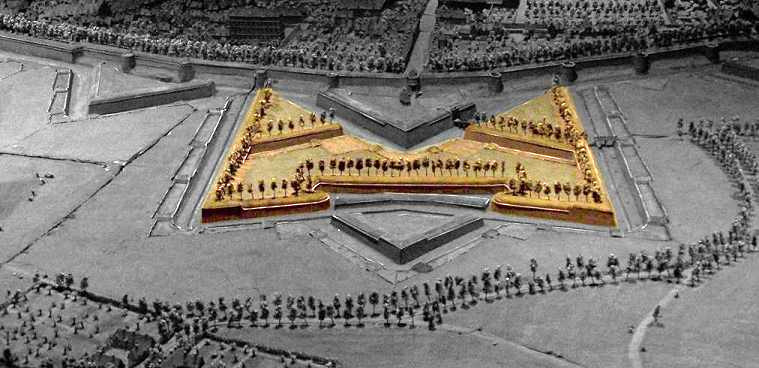
Горнверк

Горнверк (нім. Hornwerk — «рогоподібне укріплення») — елемент оборонної споруди, складається з двох напівбастіонів (еполементів), з'єднаних стіною, та довгих стін, направлених в сторону основних укріплень.

## Використання
Він, як правило, споруджується перед бастіоном або равеліном або оборонним муром, коли місця перед цим муром недостатньо для побудови ревеліну. Як правило оточений оборонним ровом. Горнверки перед бастіонами впиралися крилами в контрескарп равеліну, кронверки перед равелінами — в контрескарп головного валу. Іноді горнверки (як і кронверки) будували як окремі, переважно передмостові укріплення.